# فتح الله الإصفهاني
فتح الله بن محمد جواد النمازي الشيرازي الإصفهاني (1266 هـ - 1339 هـ). كان من كبار مراجع الشيعة الإثني عشريَّة، وأبرز القيادات الدينية والسياسية في إيران والعراق في عصره، ويُعرف ويُشتهر باسم شيخ الشريعة الإصفهاني.

## نبذة بسيطة
ولد في الثاني عشر من ربيع الأول من عام 1266 هـ بمدينة أصفهان في أسرة متدينة، وبدأ دراسة «المقدمات» فيها، كما عاش فترةً في مدينة مشهد ليحضر بعض الدروس الدينية هناك واللقاء برجال الدين فيها.
عاد بعد فترة إلى موطنه أصفهان متصدّياً للتدريس بعد أن نال درجة الاجتهاد، فانصرف إلى البحث والتدريس، حتى 1295 هـ؛ حيث هاجر إلى العراق مستوطناً مدينة النجف، فاستقطب حوله شريحة كبيرة من طلاب الحوزة الذين يحضرون دروسه في الفقه والأصول وغيرهما، وكان منهم: آغا بزرك الطهراني وعبد الهادي الحسيني الشيرازي. وبحلول عام 1313 هـ؛ انحصر نشاطه في التدريس والبحث والتأليف والإفتاء، ولُقِّب حينذاك بـ«شيخ الشريعة».
تولى المرجعية بعد وفاة أستاذه محمد كاظم الطباطبائي اليزدي سنة 1337 هـ، ثم أصبح المرجع الأعلى للشيعة بعد وفاة محمد تقي الشيرازي سنة 1338 هـ، وتولى قيادة ثورة العشرين من بعده وألقى خطاباً قال فيه: ”إن الشيرازي انتقل إلى رحمة الله، ولكن فتواه بقتال المشركين باقية، فجاهدوا واجتهدوا في حفظ وطنكم العزيز وأخذ استقلالكم“.
ومن أساتذته: حبيب الله الرشتي، محمد حسين الكاظمي، محمد صادق التنكابني، محمد باقر الأصفهاني، عبد الجواد الخراساني، محمد تقي الهروي.

## مؤلفاته
ترك الإصفهاني عدداً من المؤلَّفات التي غالبها دراسات فقهيَّة وأصوليَّة، ومنها:
| - القول الصراح في البخاري وصحيحه الجامع. في نقد محمد بن إسماعيل البخاري وكتابه المشهور بصحيح البخاري، وقد طُبع سنة 1422 هـ بتحقيق حسين الهرساوي وإشراف جعفر السبحاني. - مناظرات مع ابن آلوسي. ثلاث رسائل في مسائل خلافية مع محمود شكري الآلوسي، قال الطهراني أنَّها «في إثبات وجود الحجة وإمامته». - إنارة الحالك في قراءة ملك ومالك. - إبانة المختار في إرث الزوجة من ثمن العقار بعد الأخذ بالخيار. هذه الرسالة مطبوعة بتحقيق علي الفاضل القائيني، وقيل في مجلة تراثنا عند ذكر هذه الرسالة «هي مسألة فقهية شائكة طرحت في الأوساط العلمية وأندية العلماء في النجف وهي يومئذ مكتظة بالمجتهدين الكبار، وأصبحت المسألة موضع أخذ ورد». وهي في الاعتراض على محمد كاظم الطباطبائي اليزدي، ثمَّ جاء محمد كاظم الخراساني ليعترض على الإصفهاني. | - صيانة الإبانة عن وصمة الرطانة. ردَّ فيها على اعترضات الخراساني على إبانة المختار. - إفاضة القدير في أحكام العصير. - رسالة في التفضيل بين جلود السباع وغيرها. - رسالة في علم الباري بالممتنعات. - رسالة في العصير العنبي. - قاعدة الواحد البسيط. - رسالة في المتمم كراً. - قاعدة لا ضرر. - قاعدة الطهارة. - إبرام القضاء. |

## وفاته
واصل شيخ الشريعة الإصفهاني دوره في قيادة ثورة العشرين ضد الاحتلال البريطاني للعراق حتّى توفّي في النجف ليلة الأحد في 8 ربيع الآخر سنة 1339 / آب 1920 ودفن في مرقد الأمام علي أثر مرض مزمن كان قد أصابه في سفره إلى الجهاد ضد الاحتلال البريطاني.